# 鮑勒斯 (明尼蘇達州)
鮑勒斯（英語：Bowlus，/ˈboʊləs/ BOH-ləss）是一個位於美國明尼蘇達州莫里森縣的城市。

## 人口
根據2020年美國人口普查的數據，鮑勒斯的面積為3.31平方千米，皆為陸地。當地共有人口279人，而人口密度為每平方千米84人。